# 国際観光専門学校
国際観光専門学校（こくさいかんこうせんもんがっこう）は、観光に関する2年制の私立専修学校
（専修学校専門課程認可校/文部科学省「専門士」称号付与認定校）。運営主体は学校法人高村育英会。東京校・熱海校・浜松校・名古屋校がある。
2010年に、東京校は国際医療管理専門学校と統合し、国際デュアルビジネス専門学校となる。国際ホテル学科や医療医薬学科ではデュアルシステム制度を導入。医療医薬学科では「登録販売者」、航空貿易学科は「通関士」取得を目標とする。系列校に国際医療管理専門学校・国際ペットビジネス専門学校・国際外語学院を併設。

## 歴史
- 1968年 - 「日本の観光立国」を提唱された当時の熱海市長の意志を受け継ぎ、熱海市の協力含めて、「国際観光専門学校」創立[1]。
- 1970年 - 日本で初めて、英国の労働許可を得た海外ホテル実習実施。万国博覧会では本校生が通訳ガイドとして活躍。
- 1971年 - 英国に続き、スイスホテル協会の協力により海外ホテル実習開始。
- 1976年 - 学校教育法の改正により、静岡県知事認可の専修学校（専門課程）となる。
- 1977年 - 国際観光専門学校・名古屋校開校。
- 1981年 - 医療業界からの要請で、医療秘書学科、日本初の病院管理学科を設置。また、同年国際観光専門学校・東京校開校。
- 1982年 - 医療秘書学科・病院管理学科を独立、国際医療管理専門学校・熱海校と名古屋校開校。
- 1984年 - 東京校に国費留学生受入れ。また、台湾の花蓮県職業学校、樹人高級中学と姉妹校提携。
- 1986年 - 国際観光専門学校・浜松校開校。熱海校の委託生制度がメディア媒体で反響を呼ぶ。
- 1987年 - 華亜日語英語学園を台北に開校。
- 1990年 - 国際医療管理専門学校・浜松校開校。
- 1995年 - 文部省「専門士」称号付与認定校となる。
- 2000年 - 国際観光専門学校・東京校で10月入学制度開始。
- 2001年 - アシスタント・ブライダル・コーディネーター検定試験受験校となる。
- 2003年 - 国際ペットビジネス専門学校を熱海にて開校。
- 2005年 - 学校法人を設立し、学校法人髙村育英会を発足。
- 2007年 - 国際外語学院・日本語学校が法人グループ校へ。
- 2010年 - 国際観光専門学校・国際医療管理専門学校（東京校）が統合し、国際デュアルビジネス専門学校として認可。

## その他
- 国際観光専門学校・大津校が途中閉校。
- 国際工学院専門学校が1998年に閉校。
- 専修学校専門課程認可校・文部科学省「専門士」称号付与認定校
- 日本ブライダル文化振興協会会員校
- 全国語学ビジネス観光協会会員校
- 日本ホテルレストランサービス技能協会（HRS)会員校
- 日本チェーンドラッグストア協会会員校
- 日本病院会会員校